# أدولفو أوفاللي
أدولفو أوفاللي (بالإسبانية: Adolfo Ovalle)‏ (28 أبريل 1997 بتيموكو في تشيلي - ) هو لاعب كرة قدم تشيلي في مركز الوسط. شارك مع منتخب تشيلي تحت 20 سنة لكرة القدم. أما مع النوادي، فقد لعب مع ريال سالت ليك وريال موناركس.

## وصلات خارجية
- أدولفو أوفاللي على موقع الدوري الأمريكي (الإنجليزية)
- أدولفو أوفاللي على موقع قاعدة بيانات كرة القدم.إي يو (الإنجليزية)
- أدولفو أوفاللي على موقع Soccerway.com (الإنجليزية)
- أدولفو أوفاللي على موقع AS.com (الإسبانية)